# Coral Vallisoletana
La Coral Vallisoletana, fundada por Julián García Blanco, maestro de capilla de la Catedral de Valladolid, hizo su presentación oficial el 15 de junio de 1924 en el Teatro-Cine Hispania de la capital. Inicialmente estuvo formada solo por voces masculinas hasta finales de 1926, fecha de la incorporación al conjunto del coro femenino. García Blanco permaneció al frente de la Coral hasta 1943. Desde 1950 se hace cargo Carlos Barrasa Urdiales quien la dirige sin interrupción hasta su fallecimiento en 1993.
La Coral Vallisoletana de Barrasa recogió en su seno la tradición del movimiento coral que había animado García Blanco, inyectando un espíritu diferente. Siguiendo la senda de los coros de Clavé, García Blanco intentaba que todo el mundo cantara, en particular las clases menos favorecidas.
Directores de la Coral Vallisoletana:
- D. Julián García Blanco (fundador)
- D. Carlos Barrasa Urdiales
- D. Pedro Aizpurua Zalacaín
- D.ª Mary Elizabeth Young
- D.ª María José Egido
- D.ª Sara María Rodríguez (actual)